# Jorginho (fotbollsspelare född 1991)
Jorge Luiz Frello Filho, mer känd som Jorginho, född 20 december 1991, är en brasiliansk-italiensk fotbollsspelare som spelar för Flamengo. Han spelar även i Italiens landslag.

## Klubbkarriär
Den 14 juli 2018 värvades Jorginho av Chelsea, där han skrev på ett femårskontrakt. Under hans tid i Chelsea vann laget Europa League säsongen 2018/2019, Champions League säsongen 2020/2021, Super Cup 2021 och Club World Cup 2021. Tre FA-cupfinaler – säsongen 2019/2020, 2020/2021 och 2021/2022 – slutade alla med förlust, liksom två finaler i Ligacupen, 2018/2019 och 2021/2022.
Den 31 januari 2023 värvades Jorginho av Arsenal, där han skrev på ett kontrakt till sommaren 2024. Den 9 maj 2024 förlängdes kontraktet till sista juni 2025, men kontraktet avslutade redan i slutet av maj 2025 för att underlätta Jorginhos fria övergång till brasilianska Flamengo.

## Landslagskarriär
Jorginho debuterade för Italiens landslag den 24 mars 2016 i en 1–1-match mot Spanien, där han blev inbytt i den 89:e minuten mot Marco Parolo. Han spelade alla matcher för laget som blev europamästare 2020.

## Utmärkelser
Jorginho blev utnämnd till Uefa Men's Player of the Year 2020/21.